# Рок Спрингс (Њу Мексико)
Рок Спрингс (енгл. Rock Springs) насељено је место без административног статуса у америчкој савезној држави Њу Мексико.

## Демографија
По попису из 2010. године број становника је 567, што је 9 (1,6%) становника више него 2000. године.
| Група             | 2000.    | 2010.    |
| Белци             | 1 (0,2%) | 3 (0,5%) |
| Афроамериканци    | 0 (0,0%) | 0 (0,0%) |
| Азијати           | 0 (0,0%) | 0 (0,0%) |
| Хиспаноамериканци | 9 (1,6%) | 6 (1,1%) |
| Укупно            | 558      | 567      |